# Tonaż
Tonaż – pojęcie określające wielkość statku, okrętu, grupy statków lub całej floty w jednostkach objętościowych (pojemność), określanych jako tony rejestrowe. Pojęcie tonażu bywa także używane nieściśle na określenie nośności statków lub wyporności okrętów, wyrażonej w tonach jako jednostkach masy.
Tonaż nie jest pojęciem ściśle określonym i z tego względu operowanie tym pojęciem wymaga bardziej szczegółowego określenia, jakiego rodzaju wielkości ma dotyczyć.

## Użycie historyczne
Do około połowy XIX wieku tonaż był podstawowym pojęciem określającym wielkość handlowych lub wojennych żaglowych jednostek pływających, zbliżonym do pojęcia pojemności statku, którego nie należy mylić z wypornością. Sposoby obliczania tonażu polegały na dokonaniu obliczeń opartych na wymiarach statku. Różniły się one jednak pomiędzy poszczególnymi państwami i zmieniały w różnych okresach. Tonaż miał znaczenie np. przy wielkości pobieranych opłat portowych od statku.
W Anglii, będącej jedną z głównych historycznych potęg morskich, najpopularniejszym sposobem obliczania tonażu w XVI wieku było pomnożenie długości stępki statku przez maksymalną szerokość przestrzeni wewnątrz kadłuba (mniejszą od szerokości kadłuba) oraz głębokość kadłuba (mierzoną od pokładu głównego do dna w miejscu największej szerokości - nie jest to zanurzenie). Wynik dzielono przez 100 i dodawano 1/4 wartości. Obliczeń dokonywano w stopach, a wynik podawano w tonach rejestrowych jako jednostkach objętości (100 stóp sześciennych).
Równolegle stosowano inny sposób obliczania tonażu, polegający na  pomnożeniu długości stępki przez maksymalną szerokość kadłuba i maksymalne zanurzenie, po czym wynik dzielono przez 100 i dodawano 1/3 wartości. Wyniki otrzymane na skutek zastosowania jednego lub drugiego sposobu mogły się znacznie różnić. W innych państwach stosowano podobne co do zasady schematy obliczania tonażu, lecz różniące się szczegółami, nadto sama miara stopy różniła się w zależności od państwa. Różne były także metody pomiarów długości stępki oraz głębokości kadłuba, prowadzące do różnych wyników.
Od 1773 roku w Wielkiej Brytanii stosowano standardowy system obliczania tonażu, tzw. Builder's Old Measurement, polegający na pomnożeniu długości stępki, szerokości i głębokości kadłuba i podzieleniu wyniku przez 94 (na niektórych małych jednostkach przez 100). Dla uproszczenia pomiarów głębokości, przyjęto następnie zasadę, że jest ona równa połowie szerokości kadłuba. Udoskonalano także metody obliczania tonażu w innych państwach, stąd różnice dla poszczególnych statków lub okrętów spadły do 10-20%.
Pojęcia tonażu nie stosowano do wiosłowych galer i podobnych jednostek, posiadających odmienną specyfikę konstrukcji (smukłe, o małej głębokości). 
Od około połowy XIX wieku, w związku z rewolucją w sferze konstrukcji statków i okrętów na skutek upowszechnienia się napędu mechanicznego i żelaza jako materiału konstrukcyjnego, zaprzestano używać pojęcia tonażu w dawnym znaczeniu. Zostało ono zastąpione w przypadku statków przez podobne co do idei pojęcie pojemności (obliczanej w tonach rejestrowych), a także pojęcie nośności (obliczanej w tonach jako jednostkach masy). W przypadku okrętów, miarą wielkości stała się wyporność.